# Myripristis greenfieldi
Myripristis greenfieldi là một loài cá biển thuộc chi Myripristis trong họ Cá sơn đá. Loài này được mô tả lần đầu tiên vào năm 1996.

## Từ nguyên
Từ định danh greenfieldi được đặt theo tên của nhà ngư học David W. Greenfield nhằm ghi nhận những nghiên cứu đóng góp của ông về chi Myripristis này.

## Phân bố
M. greenfieldi ban đầu chỉ được biết đến ở vùng biển Nam Nhật Bản (bao gồm quần đảo Ryukyu và quần đảo Ogasawara), tuy nhiên một cá thể sau đó đã được thu thập ở ngoài khơi bang Kerala (Ấn Độ).

## Mô tả
Chiều dài cơ thể lớn nhất được ghi nhận ở M. greenfieldi là 16 cm.
Số gai ở vây lưng: 11; Số tia vây ở vây lưng: 14; Số gai ở vây hậu môn: 4; Số tia vây ở vây hậu môn: 12; Số tia vây ở vây ngực: 14; Số vảy đường bên: 29; Số lược mang: 43.